# Il mercante di luce
Il mercante di luce è un romanzo del cantautore Roberto Vecchioni del 2014.
Il romanzo è un racconto psicologico che si svolge in Italia ai giorni nostri.

## Trama
Marco, diciassettenne malato di progeria, è ormai sul punto di morte. Il padre, Stefano Quondam, professore di lettere antiche, cerca ancora di salvarlo. Il loro rapporto è collegato dalla letteratura greca, alla quale Stefano si aggrappa cercando un appiglio, capendo poi di essere lui quello bisognoso d'aiuto, e non suo figlio.

## Edizioni
- Roberto Vecchioni, Il mercante di luce, I coralli, Einaudi Editore, 2014,  p. 123, ISBN 978-8806223885.